# Cygnus Solutions
Cygnus  es una conocida empresa dentro del mundo del software libre ya que fue el proveedor primario y mantenedor del compilador GNU C/C++, el corazón de muchos de los sistemas de software libre, incluido Linux. 

## Origen y trayectoria
Formada en 1989 durante la temprana concepción del movimiento del software libre, Cygnus mantuvo versiones del compilador GNU así como versiones comerciales, adaptada a gran variedad de microprocesadores, utilizándose en una gran gama de dispositivos, como routers y equipos de telecomunicaciones o consolas de videojuegos.
El 15 de noviembre de 1999 Cygnus Software fue comprada por Red Hat, adquiriendo un significativo capital intelectual y experiencia humana, así como influencia en el desarrollo de software y herramientas en el mercado de Linux.

## Productos
- eCos (Embedded Cygnus Operating System): Sistema operativo embebido para pequeños dispositivos (p.e., teléfonos móviles)
- GNUPro Toolsuite for Embedded: Compilador GNU C portado a gran variedad de procesadores
- EL/IX: API y entorno AD para eCos y desarrollos embebidos Linux.
- Code Fusion: C, C++, IDE para Java Linux
- GNUPro Dev Kit for Linux: Versión commercial del compilador para Linux GNU C/C++.
- Cygwin: Entorno Unix/Linux para Windows.

- Datos: Q2074158
- Multimedia: Cygnus Solutions / Q2074158